# Nokia E7-00

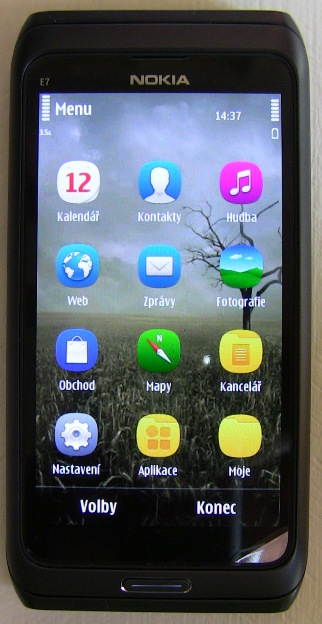
Nokia E7

Nokia E7-00, также известный как Nokia E7 — смартфон, входящий в E-серию Nokia. Он был анонсирован на Nokia World в сентябре 2010 года вместе с Nokia C6-01 и Nokia C7-00, как первые телефоны (после Nokia N8), работающие под управлением операционной системы Symbian³. Дата выхода несколько раз переносилась, сначала релиз был намечен на декабрь 2010 года, однако лишь в начале февраля 2011 компания сообщила, что E7 будет доступен в марте. Он был анонсирован как преемник Nokia E90 Communicator. E7 будет распространяться с Microsoft Exchange ActiveSync, который обеспечивает прямой и безопасный доступ к корпоративным почтовым входящим сообщениям и другим личным приложениям, которые могут просматриваться и редактироваться пользователями через Microsoft Office.
При сравнении с Nokia N8 в телефоне убран слот для карты памяти, убран FM-трансмиттер и была установлена менее продвинутая камера, с расширенной глубиной цвета вместо автофокуса, как у N8 и E90. Как и у Nokia N8, имеется HDMI-выход, и пользователь не сможет самостоятельно заменить батарею.
Телефон имеет пружинный механизм для клавиатуры, как у Nokia N97 mini, и анодированный алюминиевый корпус, как у Nokia N8. Всё это отличает его от более большого и тяжёлого Nokia E90.
При сравнении с Nokia N97 mini и Nokia E90, у E7-00 имеется мультитач сенсорный экран. В отличие от N97 mini и E90, E7-00 имеет AMOLED-дисплей. Для более удобной работы с телефоном в условиях дневного освещения использована технология «чистого чёрного дисплея» которая значительно улучшает читаемость на солнце и углы обзора.

## Дизайн

### Размеры
- Размер:123.7 x 62,4×13.6 мм
- Вес (с батареей): 176 г
- Объём: 97.8 cc

### Клавиши и методы ввода
- Полная QWERTY-клавиатура
- Клавиша меню, Клавиша включения/выключения, Клавиша блокировки, Клавиша камеры, Клавиши звука
- Поддержка ввода пальцем для текста и UI-контроля
- Полная алфавитно-цифровая клавиатура на экране
- Возможность использования стилуса
- Признание почерка для китайского языка

### Внешний вид
- Анодированный алюминиевый корпус, доступный в следующей цветовой палитре: серый (Dark Grey), серебристый (Silver White), зелёный (Green), синий (Blue), оранжевый (Orange).

### Дисплей и пользовательский интерфейс
- Размер экрана: 4"
- Разрешение: 16:9 nHD (640 x 360 пикселей) AMOLED
- 16 миллионов цветов
- Ёмкостный сенсорный экран
- Датчик ориентации (акселерометр)
- Компас (Магнитометр)
- Датчик приближения
- Датчик освещённости

### Персональные настройки
- До шести настраиваемых рабочих столов: Меню, Виджеты, Темы, Иконы, Настраиваемые профили
- Рингтоны: mp3, AAC, eAAC, eAAC+, WMA, AMR-NB, AMR-WB
- Видеорингтоны
- Темы: Обои, Заставки, Аудиотемы и Предустановленные темы
- Изменяемые цвета в темах

## Аппаратное обеспечение

### Управление электропитанием
- BL-4D 1200 mAh Li-Ion батарея
- В режиме разговора (максимум):
  - GSM до 540 мин. (9ч.)
  - WCDMA до 300 мин. (5ч.)
- В режиме ожидания (максимум):
  - GSM до 430 ч. (17д., 22ч.)
  - WCDMA до 470 ч. (19д., 14ч.)
- В режиме разговора Интернет вызова (максимум):
- IP-Телефония-560 мин.(9,6ч.)
- В режиме ожидания (максимум):
- IP-Телефония-580 ч.(23д., 11ч.)

### Сеть передачи данных
- GPRS/EDGE class B, multislot class 33
- HSDPA Cat9, максимальная скорость до 10.2 Мбит/с, HSUPA Cat5 2.0 Мбит/с
- WLAN IEEE 802.11 b/g/n
- Способность служить модемом данных
- Поддержка MS Outlook: синхронизация контактов, календаря и записей

### Память
- Внутренняя память: 16GB

### Рабочая частота
- GSM/EDGE 850/900/1800/1900
- WCDMA 850/900/1700/1900/2100
- Автоматическое переключение между WCDMA и GSM
- Flight mode

### Возможности соединений
- Bluetooth 3.0
- HDMI
- High-Speed USB 2.0 (micro USB-коннектор)
- Micro USB connector and charging
- USB On-the-Go
- Standard 3.5 mm AV коннектор
- FM Radio